# UNT
 Der er for få eller ingen kildehenvisninger i denne artikel, hvilket er et problem. Du kan hjælpe ved at angive troværdige kilder til de påstande, som fremføres i artiklen.

 For alternative betydninger, se UNT (flertydig). (Se også artikler, som begynder med UNT)
|  | Kan forveksles med Un Nuevo Tiempo (UNT) Et midterparti i Venezuela |
UNT eller UNETE står for "Den Nationale Arbejdersammenslutning i Venezuela" (Spansk: Unión Nacional de Trabajadores de Venezuela) og er den største fagforeningssammenslutning i Venezuela. Den blev oprettet i 2003 som et modsvar på at den traditionelle landsorganisation CTV aktivt havde støttet det højreorienterede militærkup imod Hugo Chávez i 2002.
UNT er en revolutionær fagforeningssammenslutning der støtter den bolivariske og socialistiske revolution i Venezuela.